# Elaeocarpus holopetalus
Elaeocarpus holopetalus là một loài thực vật có hoa trong họ Côm. Loài này được F.Muell. mô tả khoa học đầu tiên năm 1861.

## Hình ảnh

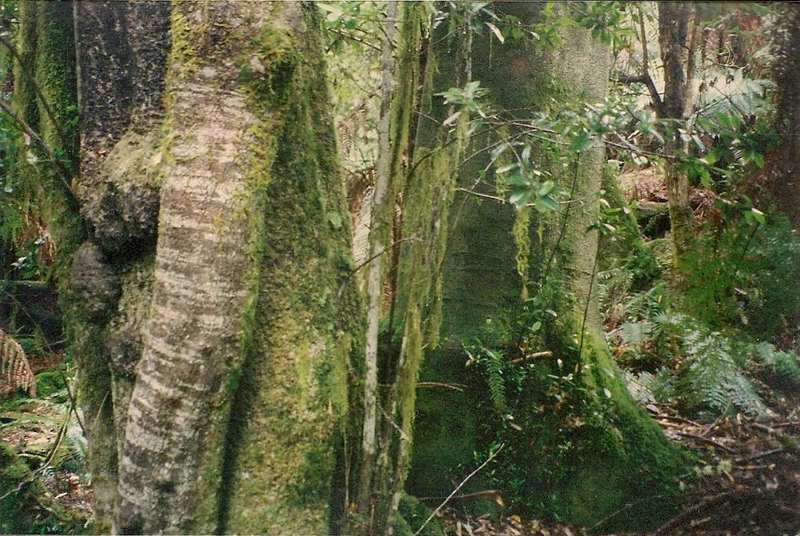
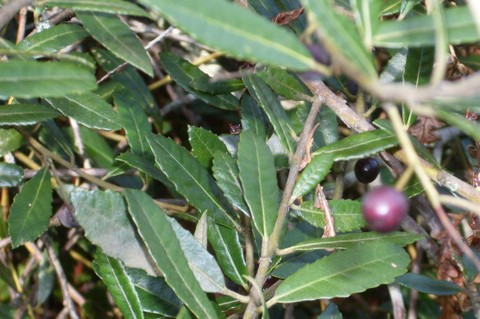
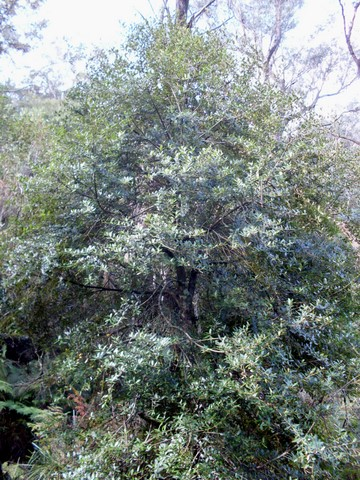
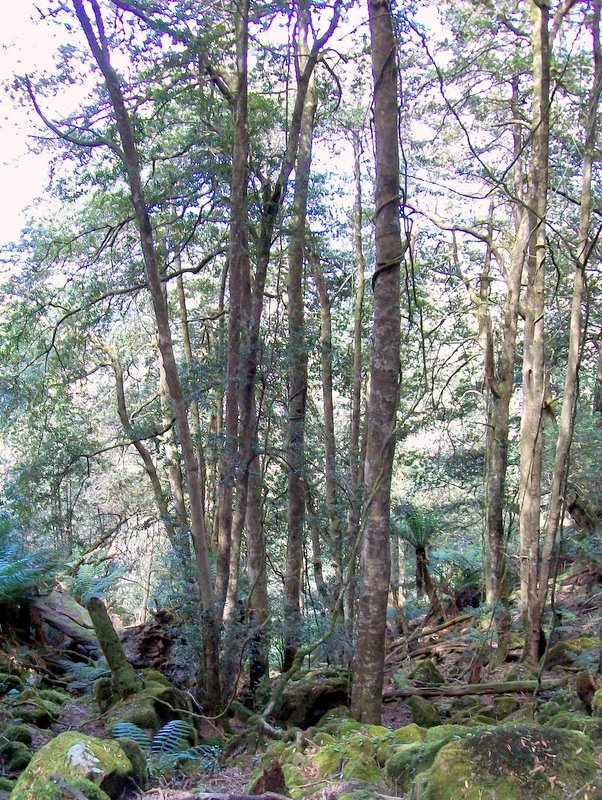